# Pałac w Rzepińcach
Pałac w Rzepińcach – piętrowy klasycystyczny pałac wybudowany w 1818 z wykorzystaniem murów wcześniejszego pałacu zniszczonego w 1808 przez armię carską; przebudowany w drugiej połowie XIX w. Rezydencję otaczał park o powierzchni 30 ha założony na początku XVIII w. Rodzina Wolańskich była właścicielem majątku w Rzeplińcach od końca XVII w. do lat 20. XX w. Pałac stanowił ich siedzibę rodową. Ostatnim właścicielem obiektu był Maurycy Wolański (1884–1932). Obecnie pałac nie istnieje.
Do I wojny światowej w pałacu znajdowały się cenne zbiory malarstwa, militariów, srebra i tkanin, w tym portret Władysława Wolańskiego na koniu z XVII w. autorstwa nieznanego malarza (zaginął podczas walk polsko-ukraińskich w 1918 r.) oraz Jana Karola Chodkiewicza, hetmana wielkiego litewskiego z ostatnich lat jego życia oraz obrazy Juliusza Kossaka, który kilkukrotnie gościł w Rzeplińcach i malował konie ze stadniny Wolańskich.
10 września 1936 hr. Natalia z Dzieduszyckich Wolańska przekazała pałac na rzecz lwowskiego seminarium jako dom wypoczynkowy dla kleryków archidiecezji lwowskiej. Wymagał on jednak po wojnie gruntownego remontu. Budynek otrzymał nazwę „Wolanów” na cześć ofiarodawczyni, a jego uroczyste otwarcie nastąpiło 8 lipca 1937. Ostatnia grupa kleryków wyjechała stamtąd 26 sierpnia 1939.

## Przypisy

Herb Wolańskich